# Curiel (Familie)
Die Familie Curiel (niederländisch: Curiël) ist eine bekannte jüdisch-sephardische Familie. Bis zum Ende des 18. Jahrhunderts hatte die Familie diplomatische Positionen für die portugiesische Krone in Hamburg und Amsterdam inne.

## Geschichte
Jonathan Israel schrieb, Moses Curiel (1620–1697) sei „bekannt für seinen Reichtum, das Ansehen, das er unter Nichtjuden genoss (der Statthalter William III blieb während eines seiner späteren Besuche in Amsterdam drei Tage in seinem Haus) und seine ansehnlichen Spenden an die Amsterdamer Portugiesen Synagoge, sein Name war über ein halbes Jahrhundert lang ein fester Bestandteil des niederländischen jüdischen Gemeindelebens und der Synagogenpolitik.“ Er fährt fort: „Sein opulenter Wohnsitz an der Nieuwe Herengracht, damals Joden Herengracht genannt, in Amsterdam zeugte von der Größe seines Lebensstils und seinem Anspruch auf Führung unter der portugiesisch-jüdischen 'Nation', wie die Gemeinde in Holland genannt wurde.“

## Bemerkenswerte Mitglieder
- Jacob Curiel (1587–1664), portugiesischer Händler und Diplomat
- Henri Curiel (1914–1978), ägyptischer politischer Aktivist[3]